# Gösta Olander
Gösta Olander (11. August 1893 in Ytterån, Jämtland – 14. Juli 1972 in Vålådalen) war ein schwedischer Trainer, Sportfunktionär und Filmemacher.

## Lebenslauf
Olander verbrachte seine Jugend in Nordschweden, wo er in Fußball, Bandy, Skilanglauf, Tennis und Leichtathletik aktiv war und meist für den Luleå Sportklubb (LSK) und den Näldens IF aktiv war und ein Freiluft-Enthusiast und auch Bergsteiger war. Von 1931 bis 1970 war er Skilehrer und Organisator der Vålådalens Turistenstation. Diese baute er zu einer schon 1934 zu einem beliebten Ferienort für Freiluftenthusiasten sowie als Trainingszentrum für Orientierungslauf und Leichtathletik im Sommer sowie Skilanglauf in Winter aus. Durch die Erfolge von Gunder Hägg und bei den Olympischen Winterspielen 1948 mit sechs Medaillen für Schweden im Skilanglauf wurde es zum nationalen Trainingszentrum und Olander wurde zur dominierenden Trainerpersönlichkeit für Ausdauer in Schweden.

## Trainingsphilosophie
Olander stand für natürliches Training, das sich zwar wissenschaftlich erklären ließ, aber nicht rational gesteuert schien. Während parallel zunächst in Deutschland das wissenschaftlich begründete Intervalltraining entstand, erschien dieses mit den immer gleichen Belastungen maschinenhaft, während Olander mit dem Fahrtspiel (Fartlek) selbstbestimmtes Training in freier Natur favorisierte. Durch die Individualisierung und das Auf-sich-selbst-Hören des Trainings war Olander jedoch seiner Zeit um dreißig Jahre voraus. Michel Jazy und Michel Bernard gehörten neben den skandinavischen Leichtathleten zu den Spitzensportlern, die sich regelmäßig von Olander in Vålådalen beraten ließen und dorthin zum Training kamen. Die Erfolge der schwedischen Skilangläufer bestätigten die Dominanz des natürlichen Trainings, das erst nach Olanders Rückzug rational geplant wurde.

## Dokumentarfilmer
Von 1930 bis 1950 war Olander auch ein prominenter Dokumentarfilmer des schwedischen Nordens, vor allem für den Schwedischen Tourismusverband, aber auch über Gunder Hägg und den Skilanglauf, Skispringen am Holmenkollen etc. Durch ihn wurde das Leben in freier Natur in Skandinavien noch populärer. 

## Publikationen von Gösta Olander
- http://services.bibliothek.kit.edu/kvk/view-title/index.php?katalog=WORLDCAT&url=http%3A%2F%2Fwww.worldcat.org%3A80%2Ftitle%2Fsvensk-fjallsport-handledning-vid-farder-i-fjallen-sommar-och-vinter%2Foclc%2F23914318%26referer%3Dbrief_results&showCoverImg=1